# 1126 w literaturze
Wydarzenia literackie w 1126 roku.

## Urodzili się
- Abu Madyan, muzułmański filozof i pisarz (zm. 1198)
- Anvari, perski poeta (zm. 1189)
- Awerroes, arabski filozof (zm. 1198)
- Fan Chengda, chiński poeta (zm. 1193)

## Zmarli
- Abu Bakr al-Turtushi, muzułmański filozof (ur. 1059)
- Al-Tutili, muzułmański poeta (rok narodzin nieznany)
- Wilhelm IX Trubadur, francuski trubadur (ur. 1071)